# Rajpar
Rajpar fou un estat tributari protegit de l'agència de Rewa Kantha, al grup de Pandu Mehwas, presidència de Bombai. Tenia una superfície de 4 km² i estava format per un sol poble. El sobirà era un rajput, que el 1881 era el rawal Sur Singh. La població el 1901 era de 416 habitants. Els ingressos estimats el 1881 eren de 487 rupies i el tribut pagat al Gaikwar de Baroda era de 39 rupies. Els ingressos el 1901 s'estimaven en 26 lliures i el tribut era de 52 rupies pagades al Gaikwar de Baroda.